# Comuni della Guinea Equatoriale

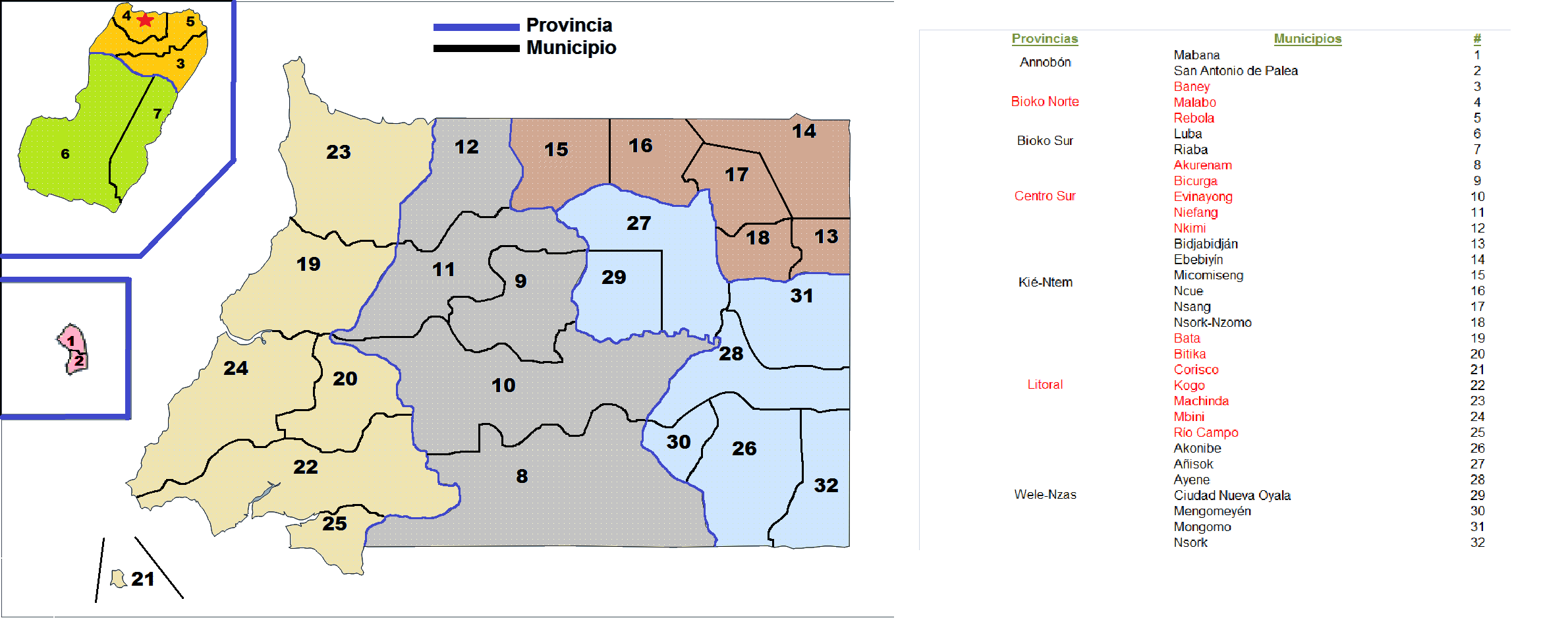
Comuni della Guinea Equatoriale

I comuni della Guinea Equatoriale (in spagnolo: municipios) sono la suddivisione territoriale di terzo livello del Paese, dopo le province e i distretti, e sono pari a 32.

## Lista

### Regione Insulare

#### Provincia di Annobón
- San Antonio de Palé
- Mabana

#### Provincia di Bioko Nord
- Malabo
- Baney
- Rebola

#### Provincia di Bioko Sud
- Luba
- Riaba

### Rio Muni

#### Provincia Centro Sud
- Evinayong
- Bicurga
- Niefang
- Nkimi
- Acurenam

#### Provincia Kié-Ntem
- Ebebiyín
- Bidjabidjan
- Micomeseng
- Ncue
- Nsang
- Nsok Nsomo

#### Provincia Litorale
- Bata
- Machinda
- Río Campo
- Mbini
- Bitica
- Cogo
- Corisco

#### Provincia Wele-Nzas
- Mongomo
- Mengomeyén
- Añisoc
- Ayene
- Nsork
- Aconibe
- Ciudad de la Paz (in costruzione)

## Altri centri abitati
Tra gli altri centri abitati, non espressamente designati come municipios, possono annoverarsi Acalayong, Bolondo e Moca.